# Spekter elektromagnetnega valovanja
| vrsta valovanja  | frekvenca | valovna dolžina | energija |
| ---------------- | --------- | --------------- | -------- |
| žarki γ          | 3×1020 Hz | 1 pm            | 1,24 MeV |
| rentgenski žarki | 3×1018 Hz | 100 pm          | 12,4 keV |
| ultravijolično   | 3×1015 Hz | 100 nm          | 12,4 eV  |
| vidna svetloba   | 6×1014 Hz | 500 nm          | 2,5 eV   |
| infrardeče       | 3×1011 Hz | 10 µm           | 124 meV  |
| teraherčno       | 1×1012 Hz | 300 µm          | 4,1 meV  |
| mikrovalovi      | 3×10 Hz   | 1 cm            | 124 µeV  |
| radijsko         | 3×105 Hz  | 1 km            | 1,24 neV |

Spekter elektromagnetnega valovanja ali elektromagnetni spekter je razpon vseh mogočih frekvenc elektromagnetnega valovanja. Elektromagnetni spekter objekta ima drugačen pomen, in sicer je to porazdelitev elektromagnetnega valovanja, ki ga ta objekt izseva ali prepusti.
Spekter elektromagnetnega valovanja je zvezen in neskončen. Začenja se pod najnižjimi frekvencami, ki jih uporabljamo v sodobni radijski komunikaciji, in gre do visokofrekvenčnega sevanja gama. Ustrezne valovne dolžine segajo od tisočev kilometrov do delčka velikosti atoma. V praksi je zgornja meja valovne dolžine velikost Vesolja samega, medtem ko naj bi bila spodnja meja v bližini Planckove dolžine.
Večina spektra elektromagnetnega valovanja se v znanosti uporablja pri spektroskopskih in drugih metodah za raziskave snovi. Poleg tega različne dele spektra uporabljamo za komunikacijo.

## Zgodovina
Sprva je bil poznan le vidni del elektromagnetnega spektra. Že stari Grki so spoznali, da svetloba potuje naravnost v premi črti. Preučevali so pojave, kot sta odboj in lom.
Do prvega odkritja elektromagnetnega valovanja izven vidnega spektra je prišlo leta 1800, ko je William Herschel odkril infrardeče sevanje. S premikanjem termometra je proučeval temperaturo barv, ki so bile razklonjene s pomočjo prizme. Najvišjo temperaturo je opazil nad rdečo barvo. Domneval je, da je spremembo temperature povzročila vrsta svetlobnih žarkov, ki jih ni moč videti. Leto za tem se je Johann Ritter ukvarjal z drugim koncem spektra. Odkril je, da lahko nevidni žarki sprožijo določene kemijske reakcije in jih poimenoval kemijski žarki. Kasneje so jih preimenovali v ultravijolične žarke.
Prva povezava med elektromagnetnim valovanjem in elektromagnetizmom se je zgodila v letu 1845, ko je Michael Faraday opazil, da pri širjenju svetlobe skozi sredstvo lahko vplivamo na njeno polarizacijo z magnetnim poljem (Faradayev pojav). V 60. letih 19. stoletja je James Maxwell postavil štiri parcialne diferencialne enačbe elektromagnetnega polja, ki so napovedale tudi obstoj valovanja. Teoretična napoved hitrosti tega valovanja se je približno ujemala s takrat znano hitrostjo svetlobe. To je Maxwella vodilo do sklepa, da je tudi svetloba sama elektromagnetno valovanje.
Maxwellove enačbe so predvidele obstoj neskončno frekvenc elektromagnetnih valov, ki potujejo s svetlobno hitrostjo. To je bil prvi znak obstoja elektromagnetnega spektra.
Med predvidenimi valovi so bili tudi valovi z zelo nizkimi frekvencami, ki bi jih v teoriji lahko ustvarili nihajoči električni naboji v električnem nihajnem krogu. Heinrich Hertz jih je leta 1886 skušal zaznati in tako potrditi Maxwellove enačbe. Sestavil je napravo za ustvarjanje in zaznavanje teh valov, ki so danes znani kot radijski valovi. Ugotovil je, da potujejo s svetlobno hitrostjo (izmeril je njihovo valovno dolžino in jo pomnožil s frekvenco). Pokazal je še, da se lahko odbijajo in uklanjajo. Podobno je ustvaril in izmeril značilnosti mikrovalov. Njegova odkritja so omogočila razvoj mnogih novih izumov, kot sta na primer telegraf in radio.
Leta 1895 je Wilhelm Röntgen izvajal eksperimente z vakuumsko cevjo pri visoki napetosti. Odkril je nov tip valovanja, ki ga je poimenoval žarki X. Pogosto se po njem imenujejo tudi rentgenski žarki. Opazil je, da lahko potujejo skozi dele človeškega telesa, pri čemer jih gostejše strukture, kot so kosti, zaustavijo. Röntgena imajo zato za očeta radiologije.
Zadnji del spektra je bil zapolnjen z odkritjem žarkov γ. Leta 1900 je Paul Villard preučeval radioaktivni razpad radija in odkril novo vrsto sevanja, ki je bilo zelo prodorno. Sprva so mislili, da je podobno tedaj že znanim delcem alfa in beta, a je leta 1910 William Henry Bragg pokazal, da so v resnici elektromagnetno valovanje. Nato pa sta leta 1914 Ernest Rutherford in Edward Andrade izmerila njihovo valovno dolžino in ugotovila, da so podobni rentgenskim žarkom, vendar imajo še krajše valovne dolžine in večje energije.

## Razpon spektra
Elektromagnetnim (EM) valovom se lahko pripiše sledeče fizikalne značilnosti: valovno dolžino {\displaystyle \lambda \,}, frekvenco {\displaystyle \nu \,} in energijo fotona E. Med njimi veljajo naslednje zveze:
{\displaystyle \nu ={\frac {c}{\lambda }}\quad {\textrm {in}}\quad \nu ={\frac {E}{h}}\!\,,}
oziroma:
{\displaystyle E={\frac {hc}{\lambda }}\!\,,}
kjer sta:
- c = 299 792 458 m/s – hitrost svetlobe v vakuumu
- h = 6,626 068 96(33)×1034 Js – Planckova konstanta.

Valovna dolžina je obratno sorazmerna s frekvenco. Visokofrekvenčni žarki gama imajo tako valovno dolžino zgolj v velikosti delčka atoma, medtem ko je na drugem koncu spektra valovna dolžina lahko v velikosti vesolja. Žarki γ imajo največjo energijo, radijski valovi pa najmanjšo.
Ko EM valovi potujejo po snovi, se jim valovna dolžina zmanjša, frekvenca pa ostane enaka. Valovne dolžine valovanja so običajno podane za vakuum, čeprav to ni vedno izrecno izraženo. Obnašanje EM valovanja je odvisno od valovne dolžine. Ko EM valovanje interagira s posameznimi atomi ali molekulami je obnašanje odvisno od energije, ki jo nosi kvant (foton) tega valovanja.
S pomočjo spektroskopije se lahko zaznava več kot le vidni del spektra. Laboratorijski spektroskopi lahko zaznajo valovne dolžine od 2 nm pa do 2500 nm. Tako se dobi podrobne informacije o fizikalnih značilnostih opazovanega objekta. Spektroskopija se pogosto uporablja tudi v astrofiziki.

## Poimenovanje
Elektromagnetno valovanje pri različnih frekvencah različno interagira s snovjo. Te interakcije se med seboj močno razlikujejo, zato so bili skozi zgodovino različni deli spektra poimenovani kot da bi pri tem šlo za različne tipe valovanja. Čeprav je spekter zvezen, ostaja razdeljen zaradi praktičnih razlogov, ki so povezani z interakcijo s snovjo.

## Vrste sevanja

### Meje med območji spektra
Posamezna območja spektra elektromagnetnega valovanja niso strogo zamejena, saj je ta zvezen. Med sabo prehajajo podobno kot barve mavrice (ki so prav tako majhen del tega spektra). Značilnosti nekega območja so podobne tistim, ki veljajo za najbližji sosednji. Če želimo opisati njegovo lego v spektru, običajno navedemo tipično centralno valovno dolžino ali frekvenco, ki mu pripada. Posameznega valovanja torej ne moremo	vedno enolično uvrstiti	v enega	izmed teh območij.

### Razdelitev spektra
V splošnem se spekter elektromagnetnega valovanja razdeli v naslednja območja:
1. žarki γ
2. rentgenski žarki
3. ultravijolično valovanje
4. vidna svetloba
5. infrardeče valovanje
6. teraherčno valovanje
7. mikrovalovi
8. radijsko valovanje

Razvrščena so naraščajoče po valovni dolžini, značilni za valovanje. Območje, kateremu pripada EM valovanje, je odvisno od opazovalnega sistema. Če se opazovalec giblje glede na izvor valovanja, pride do Dopplerjevega premika valovanja. V primeru, da je hitrost gibanja dovolj velika (nezanemarljivo majhna v primerjavi s hitrostjo svetlobe), valovanje lahko pripada drugemu območju, kot če bi opazovali v mirujočem sistemu. Primer spremembe valovne dolžine svetlobe je rdeči premik spektra zvezd, ki se oddaljujejo od Zemlje.

### Žarkiγ
Žarke γ je prvi odkril Paul Villard leta 1900. Žarkom γ pripadajo fotoni z najvišjo energijo in nimajo definirane najmanjše valovne dolžine. Ker lahko ionizirajo atome in molekule, so nevarni živim organizmom. Običajno nastanejo pri prehodih atomskih jeder iz višjih v nižja energijska stanja, kar se imenuje razpad gama, lahko pa tudi iz drugih procesov. Na Zemlji so tipični naravni viri takega sevanja radioaktivni izotopi ter sekundarno sevanje zaradi interakcij snovi s kozmičnimi žarki. Žarki gama nastajajo v številnih astronomskih procesih, v katerih nastajajo elektroni z visokimi energijami. Ti povzročijo sekundarno sevanje zelo kratkih valovnih dolžin. Večino tega sevanja se lahko opazi samo zunaj ozračja, saj ga ta večino absorbira.

### Rentgenski žarki
Žarki X se imenujejo tudi rentgenski žarki, po odkritelju Wilhelmu Conradu Röntegnu, ki jih je tudi imenoval. Tovrstno sevanje prodira skozi snovi dovolj globoko, da je uporabno za slikanje notranjosti objektov. Zato se ga uporablja na primer pri medicinskem slikanju in varnostnih pregledih. Ker je valovna dolžina primerljiva z razdaljami med atomi, se lahko s sipanjem rentgenskih žarkov na kristalih ugotavlja njihovo strukturo.
Žarke γ in rentgenske žarke se med seboj razlikuje glede na izvor: rentgenske žarke izsevajo elektroni, žarke γ pa atomska jedra. To razlikovanje sicer ne zajame vseh možnih načinov nastanka sevanja, razlikovanje na podlagi valovnih dolžin pa ni povsem enolično določeno. Zato se iz zgodovinskih razlogov žarki, nastali iz rentgenskih cevi ne imenujejo žarki γ, čeprav imajo lahko krajšo valovno dolžino kot nekateri, ki so nastali z atomskimi procesi.

### Ultravijolično valovanje
Ultravijolično valovanje ima valovno dolžino, ki je krajša od vidne svetlobe in daljša od žarkov X. UV žarki na robu območja z najkrajšo valovno dolžino lahko tako kot rentgenski žarki ionizirajo atome in molekule. Sevanje iz sredine ultravijoličnega območja nima dovolj energije za ionizacijo, lahko pa pretrga nekatere kemijske vezi molekul, ki tako postanejo bolj reaktivne. Sončne opekline so posledica izpostavljanja kože tovrstnemu sevanju, poškoduje pa lahko tudi molekule DNK. UV žarki z daljšo valovno dolžino v tkivih ne povzročajo tolikšne škode, povzročajo pa nastanek kisikovih radikalov.
Del spektra Sončeve svetlobe (okoli 10 % izsevane moči) leži v ultravijoličnem delu spektra, vendar večina ne prodre skozi ozračje. UV žarki s krajšo valovno dolžino se absorbirajo na molekulah dušika, tisti z daljšo valovno dolžino pa na molekulah  kisika. Sevanje, ki pripada vmesnemu delu spektra, se absorbira na ozonski plasti. Ultravijolično svetlobo sevajo tudi namenska svetila, na primer živosrebrna svetilka.

### Vidna svetloba
V tem območju spektra ima spekter Sonca	spektralni vrh. Po definiciji je vidna svetloba tisti del EM spektra, na katerega je človeško oko občutljivo. Žarke teh valovnih dolžin absorbirajo in emitirajo elektroni in molekule, ki se tako premikajo med energijskimi nivoji. Ta mehanizem omogoča procese, kot sta fotosinteza in vid. Vidni spekter obsega svetlobo valovnih dolžin med 380 nm in 750 nm in jo razdelimo na različne barve. Ta del spektra ozračje slabo absorbira, tako da velik del svetlobe skozi tako imenovano optično okno prodre do tal. Umetni viri tovrstnega sevanja so raznoliki, saj so bila razvita številna svetila, začenši z navadno žarnico.

### Infrardeče valovanje
Večina izsevane moči Sonca izvira iz njegovega infrardečega dela spektra, čeprav ima ta vrh v vidnem delu spektra. Infrardeči valovi s krajšo valovno dolžino imajo podobne značilnosti kot vidna svetloba, saj povzročajo podobne procese v elektronih in molekulah. Zaradi nizkih izgub se uporabljajo v optičnih komunikacijah. Daljši	infrardeči valovi se pri nekaterih valovnih dolžinah absorbirajo na molekulah v zraku, zato ne prodirajo skozi ozračje. V tem delu spektra sevajo tudi telesa s temperaturo v bližini sobne. Po načelu detekcije fotonov s tako energijo delujejo toplotne kamere. Segreta Zemljina površina oddaja infrardeče valovanje, ki nato prek absorpcije na molekulah v zraku segreva ozračje. Ta pojav tople grede tako vzdržuje višjo temperaturo, kot bi bila ob odsotnosti absorberskih molekul.

### Teraherčno valovanje
Teraherčno valovanje je imenovano po svoji karakteristični frekvenci, ki znaša med 0,3 in 3 THz. Oddajajo ga telesa s temperaturo približno 10 K. S preučevanjem teraherčnih izvorov se ukvarjajo predvsem astronomi, ki pa jih omejuje slaba prepustnost ozračja za tovrstno valovanje. Čeprav potekajo različne raziskave, teraherčno valovanje še nima omembnejše tehnološke aplikacije.

### Mikrovalovi
Valovne	dolžine	mikrovalov navkljub poimenovanju znašajo od 100 cm do 0,1 cm. Tako ime nosijo, ker imajo precej krajšo valovno dolžino od radijskih. Večji del mikrovalovnega področja ozračje prepušča. Mikrovalovno valovanje se generira s posebnimi vakuumskimi cevmi, v katerih se s pomočjo spreminjanja električnega polja manipulira elektrone, ki nato sevajo z določeno frekvenco. To načelo uporabljajo naprave, kot sta na primer magnetron (uporaba v mikrovalovkah) in klistron. Kot šibki izvori mikrovalov se uporabljajo tudi posebne diode. Mikrovalove se nato lahko vodi s posebnimi votlimi valovnimi vodniki primerljivih izmer, kot je njihova valovna dolžina.
EM valovanje tega dela spektra je uporabno za brezžično komunikacijo, saj omogoča večjo pasovno širino kot radijski valovi in lažje fokusiranje valovanja. V primerjavi z radijskimi valovi je potrebna manjša antena. V teh valovnih dolžinah deluje radar.
Prasevanje, ki se ga detektira z velikimi radijskimi daljnogledi, ima podobno valovno dolžino. Mikrovalovka je naprava, s katero se s pomočjo mikrovalov vzbuja molekule vode v snovi in povzroči njeno gretje. Prav tako se lahko uporabi mikrovalove za prenos energije na večje razdalje.

### Radijsko valovanje
Radijski valovi obsegajo del EM spektra z najdaljšo valovno dolžino. V naravi jih oddajajo različni astronomski izvori, ki jih lahko zaradi prosojnosti ozračja za večino tega dela spektra opazujemo z radijskimi teleskopi. Nastajajo tudi ob udarih strel. Umetno radijske valove proizvajamo z ustreznimi antenami. Radijsko valovanje lahko na Zemlji prepotuje velike razdalje, saj se pri nekaterih valovnih dolžinah odbijajo od ionosfere.
Radijsko valovanje je uporabno za radijsko komunikacijo. Začetki splošne uporabe radijskih valov segajo v konec 19. stoletja, ko je italijanski izumitelj Guglielmo Marconi patentiral prvi brezžični telegrafski sistem. Za prenos signala je treba nosilno radijsko valovanje modulirati. Tako kot za generacijo se tudi za sprejem valovanja uporabljajo ustrezne antene. Valovanje na njihovih površinah inducira električni tok, ki se ga nato ojača pri ustrezni frekvenci.